# 거제 가라산 봉수대
거제 가라산 봉수대(巨濟 加羅山 烽燧臺)는 경상남도 거제시 남부면 다대리, 가라산에 있는 봉수대이다. 1995년 5월 2일 경상남도의 기념물 제147호 가라산 봉수대로 지정되었다가, 2018년 12월 20일 현재의 명칭으로 변경되었다.

## 개요
봉수대는 횃불과 연기를 이용하여 급한 소식을 전하던 옛날의 통신수단을 말한다. 높은 산에 올라가서 불을 피워 낮에는 연기로 밤에는 불빛으로 신호를 보냈다.
가라산 봉수대는 동부면과 남부면 경계지점에 있는 가라산 정상에 있으며, 서쪽으로는 한배곶 봉수대, 북쪽으로 계룡산 봉수대와 서로 연결되었다고 한다.
봉수대가 있던 자리는 전체적으로 사각형을 이루며 현재는 주위의 석축이 양호하게 남아있다. 봉수대 아래에는 계단이 있던 흔적이 있고 그 아래에는 봉수대에 딸린 건물터가 있다.

## 참고 자료
- 가라산봉수대 - 국가유산청 국가유산포털